# Stan Ockers
Josephus Constant Ockers, detto Stan (Anversa, 3 febbraio 1920 – Anversa, 1º ottobre 1956), è stato un ciclista su strada e pistard belga.
Professionista dal 1941 al 1956, fu campione del mondo su strada nel 1955 a Frascati e, nello stesso anno, vinse la Liegi-Bastogne-Liegi.

## Carriera
Nato nel distretto di Borgerhout, ad Anversa, passò professionista come individuale nel 1941. Messo sotto contratto dalla Helyett-Hutchinson l'anno dopo, ottenne i principali successi su strada negli anni 1950.
Al Tour de France vinse tre tappe (nel 1950, nel 1954 e nel 1956) e si classificò due volte secondo nella generale, nel 1950 e nel 1952. Proprio nel 1952, classificandosi al secondo posto a 28'17" da Fausto Coppi, curiosamente si aggiudicò il premio – tre volte la cifra del consueto conguaglio per la piazza d'onore – da poco introdotto su idea del patron Jacques Goddet per provare a ridare un po' di interesse alla corsa dominata dal "Campionissimo". Negli anni seguenti fece sua la maglia verde della classifica a punti nelle edizioni 1955 e 1956.

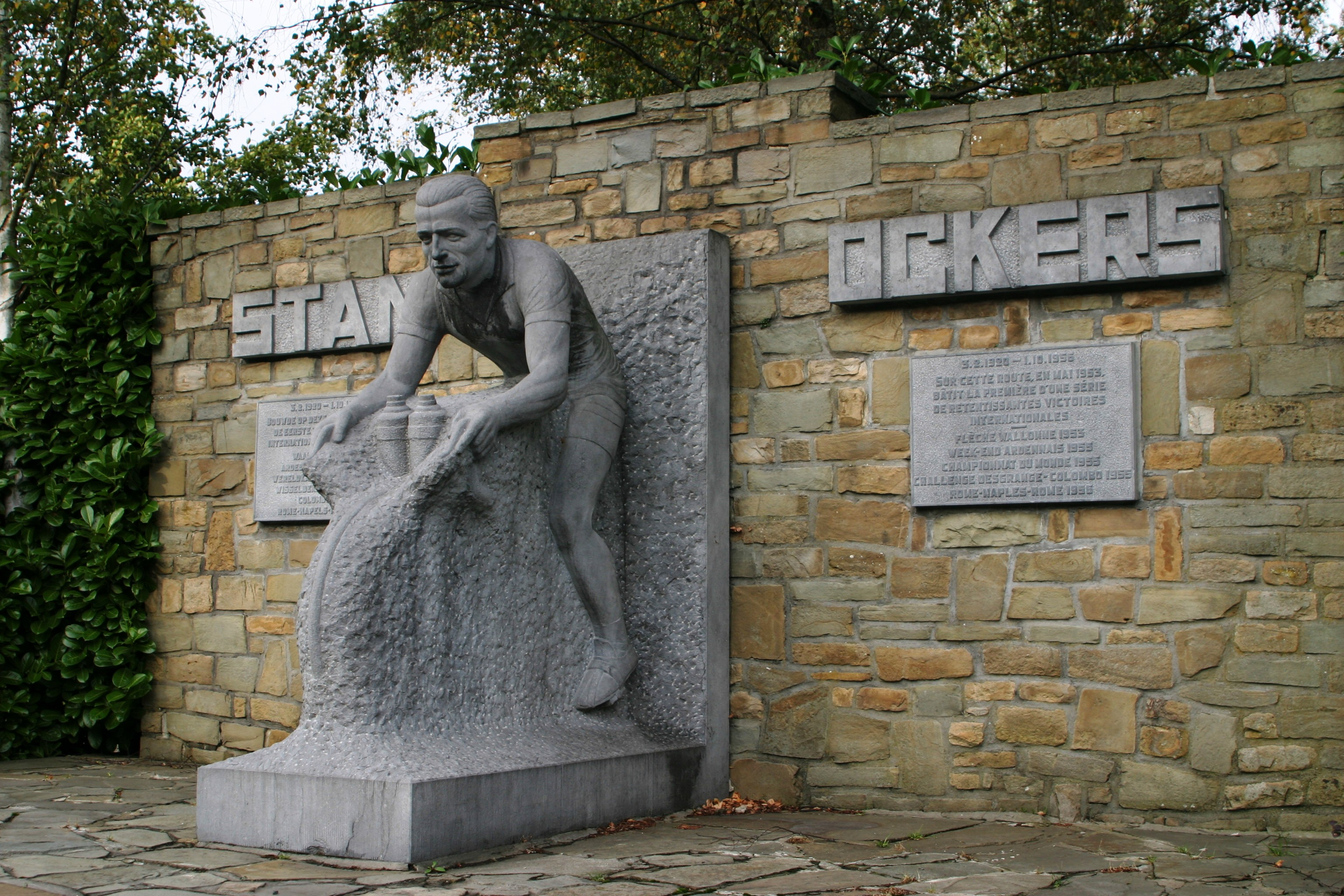
Il monumento in onore di Stan Ockers a La Roche-en-Ardenne

Il 28 agosto 1955, all'età di 35 anni, conquistò il titolo di campione del mondo nella prova su strada a Frascati. Nella gara da svolgersi sul circuito tra Grottaferrata e Vermicino, da ripetere per quattordici volte, i due favoriti erano Fausto Coppi e Louis Bobet, che però si marcarono "a uomo" neutralizzandosi. Ockers fu allora protagonista di un'azione solitaria che lo vide uscire dal gruppo, andare a riprendere i sei fuggitivi (che avevano circa 5 minuti di vantaggio), staccarli e giungere in solitaria al traguardo tra gli applausi. Nello stesso anno aveva vinto anche le due classiche delle Ardenne, la Freccia Vallone e la Liegi-Bastogne-Liegi; la Freccia Vallone l'aveva peraltro già fatta sua due anni prima, nel 1953, grazie all'attacco vincente sulla Côte des Forges.
Attivo anche su pista, vinse alcune prestigiose Sei giorni, come quella di Anversa, quella di Bruxelles e quella di Gand; fu inoltre campione nazionale nella specialità dell'americana in coppia con Rik Van Steenbergen nel 1955.
Il 29 settembre 1956, durante una gara su pista nel Palasport di Anversa, cadde fratturandosi il cranio. Trasportato in ospedale, morì due giorni dopo. Campione tra i più amati in Belgio, fu onorato con funerali solenni, alla presenza del re Baldovino e di ventimila persone. L'anno seguente fu eretto un monumento in suo onore a La Roche-en-Ardenne, sulla Côte des Forges, nelle Ardenne.

## Palmarès

### Strada
- 1941 (Elvé, tre vittorie)

Scheldeprijs
- 1944 (Métropole, una vittoria)

Bruxelles-Everbeek
- 1946 (Métropole, due vittorie)

Bruxelles-Sint Truiden
Scheldeprijs
- 1948 (Garin, una vittoria)

Classifica generale Giro del Belgio
- 1950 (Terrot, una vittoria)

4ª tappa Tour de France (Lilla > Rouen)
- 1952 (Peugeot, due vittorie)

4ª tappa, 1ª semitappa Roma-Napoli-Roma (Napoli > Latina)
3ª tappa Vuelta a Argentina
- 1953 (Peugeot, due vittorie)

4ª tappa Roma-Napoli-Roma
Freccia Vallone
- 1954 (Peugeot, tre vittorie)

Schaal Sels
Grote Prijs Brasschaat
11ª tappa Tour de France (Bayonne > Pau)
- 1955 (Elvé, tre vittorie)

Liegi-Bastogne-Liegi
Freccia Vallone
Campionato del mondo, Prova in linea
- 1956 (Elvé, dieci vittorie)

Roue d'Or de Daumesnil (con Rik Van Steenbergen)
5ª tappa Critérium du Dauphiné Libéré
9ª tappa Critérium du Dauphiné Libéré
1ª tappa, 2ª semitappa Gran Premio Ciclomotoristico (Spoleto > Perugia)
3ª tappa, 2ª semitappa Gran Premio Ciclomotoristico (Frosinone > Fiuggi)
4ª tappa, 2ª semitappa Gran Premio Ciclomotoristico (Caserta > Napoli)
5ª parte, 1ª semitappa Gran Premio Ciclomotoristico (Napoli > Latina)
5ª parte, 2ª semitappa Gran Premio Ciclomotoristico (Latina > Roma)
Classifica generale Gran Premio Ciclomotoristico
19ª tappa Tour de France (Grenoble > Saint-Étienne)

#### Altri successi
- 1941 (individuale)

Stekene (criterium)
- 1942 (Helyett)

Ruddervoorde (criterium)
- 1946 (Métropole)

Ekeren (criterium)
Lint (criterium)
Broechem (criterium)
Heis-op-den-Berg (criterium)
Bornem (criterium)
- 1947 (Mondia)

Campionati belgi per club, Prova a cronometro 2ª categoria
Helchteren (criterium)
- 1948 (Garin)

Pâturages (criterium)
- 1949 (Garin)

Bruxelles (criterium derny)
Peer (criterium)
Seraing (criterium)
Hasselt (criterium)
Turnhout (criterium)
- 1950 (Terrot)

Gembloux (criterium)
Aartrijke (criterium)
Namur (criterium)
Herve (criterium)
Hautmont (criterium)
Bourg-en-Bresse (criterium)
Busto Arsizio (criterium)
Bruxelles (criterium derny)
Gand (criterium derny)
- 1951 (Terrot)

Goes (criterium)
- 1952 (Peugeot)

Bruxelles (criterium)
- 1953 (Peugeot)

Wavre (criterium)
Anversa (criterium)
Frameries (criterium)
Liegi (criterium)
Deurne (criterium)
Châlon-sur-Saône (criterium)
- 1954 (Peugeot)

Verviers (criterium)
Jambes (criterium)
- 1955 (Elvé)

Classifica a punti Tour de France
Beverlo (criterium derny)
Tournai (criterium derny)
Bertrix (criterium derny)
Gand (criterium)
Lokeren (criterium)
Cavaillon (criterium)
Classifica individuale Challenge Desgrange-Colombo
- 1956 (Elvé)

Classifica a punti Critérium du Dauphiné Libéré
Classifica a punti Tour de France
Willebroek (criterium)
Huy #1 (criterium)
Huy #2 (criterium)
Loverval (criterium derny)

### Pista
- 1951

Sei giorni di Bruxelles (con Rik Van Steenbergen)
- 1954

Sei giorni di Gand (con Rik Van Steenbergen)
- 1955

Sei giorni di Anversa (con Rik Van Steenbergen)
Campionato belga, Americana (con Rik Van Steenbergen)

## Piazzamenti

### Grandi Giri
- Giro d'Italia

1952: 6º
1953: 6º
- Tour de France

1948: 11º
1949: 7º
1950: 2º
1951: 5º
1952: 2º
1954: 6º
1955: 8º
1956: 8º

### Classiche monumento
- Milano-Sanremo

1952: 32º
1954: 6º
1956: 10º
- Giro delle Fiandre

1942: 12º
1943: 33º
1944: 14º
1956: 2º
- Parigi-Roubaix

1952: 25º
1954: 2º
1956: 21º
- Liegi-Bastogne-Liegi

1943: 3º
1947: 5º
1948: 29º
1951: 11º
1955: vincitore
1956: 20º
- Giro di Lombardia

1953: 4º
1954: 23º
1955: 11º

### Competizioni mondiali
- Campionati del mondo su strada

Valkenburg 1948 - In linea: ritirato
Copenaghen 1949 - In linea: 18º
Moorslede 1950 - In linea: 7º
Lussemburgo 1952 - In linea: 10º
Lugano 1953 - In linea: 3º
Frascati 1955 - In linea: vincitore
Copenaghen 1956 - In linea: 4º

## Riconoscimenti
- Trophée Edmond Gentil nel 1955